# XXX (film)
XXX, alias xXx, uitgesproken als "triple X", is een Amerikaanse actiefilm uit 2002 onder regie van Rob Cohen met Vin Diesel in de hoofdrol. De film werd geproduceerd door Sony Pictures.
XXX werd genomineerd voor de Saturn Awards voor beste actiefilm en beste speciale effecten, maar ook voor de Golden Raspberry Award voor de meest ongegeneerd op tieners gerichte productie. De film won daadwerkelijk Taurus World Stunt Awards voor beste stunt (voor het met een parachute aan een bewegende boot hangen), beste gespecialiseerde stunt (voor een sprong uit een verongelukkende auto) en beste stuntcoördinator.

## Verhaal
Xander Cage (Diesel) is een atleet die door de National Security Agency wordt geronseld om in een internationale groep criminelen met de naam Anarchy 99 te infiltreren. De groep bestaat voornamelijk uit Russische soldaten die zich onder leiding van Yorgi (Marton Csokas) voordoen als zakenlieden. De groep is gevestigd in Praag en heeft plannen om de wereld buit te maken door middel van een met een biologisch wapen uitgeruste onderzeeboot, de Ahab. Cage moet dit zien te voorkomen.

## Ontvangst
De film werd afgeschilderd als de James Bond voor het nieuwe millennium en heeft een soortgelijke verhaallijn; bijzondere 'speeltjes', internationale criminelen die de wereld willen overnemen, een mooie vrouw die wat romantiek brengt en veel stunts.
Er verscheen een vervolg in 2005 genaamd XXX: State of the Union.

## Rolverdeling
| Acteur               | Personage              |
| -------------------- | ---------------------- |
| Vin Diesel           | Xander Cage            |
| Asia Argento         | Yelena                 |
| Marton Csokas        | Yorgi                  |
| Samuel L. Jackson    | Agent Augustus Gibbons |
| Michael Roof         | Agent Toby Lee Shavers |
| Richy Müller         | Milan Sova             |
| Werner Daehn         | Kirill                 |
| Petr Jákl            | Kolya                  |
| Jan Pavel Filipensky | Viktor                 |
| Tom Everett          | Senator Dick Hotchkiss |
| Danny Trejo          | El Jefe                |
| Thomas Ian Griffith  | Agent Jim McGrath      |
| Eve                  | J.J.                   |
| Leila Arcieri        | Jordan King            |
| William Hope         | Agent Roger Donnan     |

## Trivia
- De band die in de openingsscène optreedt is Rammstein. Het nummer heet 'Feuer frei' en is afkomstig van het album Mutter uit 2001.